# Karl Brunner von Wattenwyl
Pour les articles homonymes, voir Brunner et Wattenwyl.
Cet article possède un paronyme, voir Karl Brunner.
Karl Friedrich Brunner-von Wattenwyl (né le 13 juin 1823 à Berne, en Suisse ; mort le 24 août 1914 à Vienne, en Autriche) était un naturaliste, physicien, géologue et entomologiste suisse.

## Biographie
En 1853 il devient le premier directeur du Département fédéral des télégraphes de la Suisse, et le reste jusqu'en 1858. Karl Brunner est alors un visionnaire de la politique de développement de cette technologie : « La Suisse est le premier pays qui, en introduisant une taxe uniforme et très minime pour toutes les distances, a essayé de vulgariser autant que possible l’usage des télégraphes […], instruments créés par les autorités pour faciliter les relations des publics. » explique-t-il.
Karl Brunner von Wattenwyl a été envoyé par le Conseil fédéral en Autriche en 1855 pour discuter des liaisons télégraphiques. Directeur des télégraphes austro-hongrois dès 1857, il décide de l'installation d'un service télégraphique en Grèce et en Turquie et est à l'origine de la première conférence internationale sur les télégraphes à Paris, en 1865. Conseiller au ministère austro-hongrois du Commerce, il finit sa vie à Vienne. En 1872, lors de la Conférence télégraphique internationale de Rome, c'est toujours lui qui représente l'administration hongroise du télégraphe.